# Parque nacional de Mu Ko Lanta
El Parque nacional de Mu Ko Lanta (en tailandés, อุทยานแห่งชาติหมู่เกาะลันตา) es un área protegida en la parte meridional de la provincia de Krabi, en el sur de Tailandia. Tiene una superficie de 134 kilómetros cuadrados, de los que el 81% son marinos. Fue declarado en 1990. Está formado por varias islas, de las que las más grandes son Ko Lanta Noi y Ko Lanta Yai. Aunque ambas están habitadas, Ko Lanta Yai es el principal centro turístico. 
El parque nacional comprende diferentes archipiélagos: Ko Rok, Ko Ngai, Ko Ha y Ko Lanta.